# Сьюзанна Фрейзер (хокеїстка)
Сьюзанна Фрейзер  (англ. Susanna Fraser, 15 липня 1966) — британська хокеїстка на траві, олімпійська медалістка.

## Виступи на Олімпіадах
| Олімпіада      | Дисципліна     | Місце |
| -------------- | -------------- | ----- |
| Барселона 1992 | хокей на траві | 3     |
| Атланта 1996   | хокей на траві | 4     |

## Зовнішні посилання
- Досьє на sport.references.com

1. ↑  Sports-Reference.com